# Masao Adachi
 (juillet 2018).
Si vous disposez d'ouvrages ou d'articles de référence ou si vous connaissez des sites web de qualité traitant du thème abordé ici, merci de compléter l'article en donnant les références utiles à sa vérifiabilité et en les liant à la section « Notes et références ».
Pour les articles homonymes, voir Adachi (homonymie).
Masao Adachi (足立 正生, Adachi Masao), né le 13 mai 1939, est un réalisateur, scénariste et théoricien critique japonais.

## Biographie
Né le 13 mai 1939 à Kitakyūshū, Adachi commence à se faire connaître au sein du club d'étude cinématographique de l'Université japonaise ou Nichidai Eiken fondé par Motoharu Jonouchi et Katsumi Hirano. Dans les années 1960, ils s'interrogent sur leur avenir après leurs études et fondent le "VAN Film Institut de recherche scientifique" qui se veut un forum de production de films. À cette période, ils vivent en communauté avec trois autres membres. Ils réalisent des films expérimentaux et participent à des projections happenings, notamment avec le film L'Ombre des chaînes en 1963.
En 1968, il joue dans La Pendaison de Nagisa Ōshima et surtout participe, sous le pseudonyme de Izuru Deguchi (出口出) avec Kōji Wakamatsu à l'écriture de nombreux scénarios parmi lesquels Quand l'embryon part braconner, Va, va, vierge pour la deuxième fois, Sex Jack et L'Extase des anges. Grâce à Wakamatsu production (entreprise de production indépendante fondée par Kōji Wakamatsu), il peut réaliser ses propres films. Ses thèmes de prédilection concernent l'évolution de la société japonaise sujette au développement du capitalisme industriel durant les années 1960, période de "haute croissance" dans un Japon sous domination idéologique américaine. Il se fait également connaître comme théoricien et critique en écrivant dans le journal Eiga Hihyo.
En 1969, Adachi, Sasaki Mamoru et Matsuda Masao décident de s'intéresser à la personnalité de Norio Nagayama, un jeune homme de 19 ans qui après avoir volé une arme à des soldats américains a tué quatre personnes. C'est le premier "tueur en série" japonais et les réalisateurs décident d'illustrer son parcours en fonction de leur théorie du paysage dans le film A.K.A. Serial Killer. 
En 1971, Kōji Wakamatsu, Nagisa Ōshima, Kiju Yoshida et Masao Adachi, de retour du festival de Cannes, vont au Liban et y rencontrent Fusako Shigenobu qui les présente à des représentants du Front populaire de libération de la Palestine dont l’écrivain Ghassan Kanafani et Leila Khaled. Après plusieurs semaines au Liban, en Syrie et en Jordanie, Wakamatsu et Adachi retournent au Japon pour monter le documentaire Armée Rouge / FPLP : déclaration de guerre mondiale. En 1974, Adachi retourne à Beyrouth dans le but de réaliser une suite à Déclaration de guerre mondiale et devient membre de l'Armée rouge japonaise, sans pour autant n'avoir jamais participé à aucun attentat autrement qu'avec sa caméra, selon ses propres dires. Deux cents heures de pellicule sont tournées, mais elles sont détruites dans un bombardement en 1982.
Le 15 février 1997, il est arrêté en compagnie de Mitsuharu Namara, Kozo Okamoto, Haruo Wako, Kazuo Tohira et Mariko Yamamoto pour un problème de passeport et condamné à quatre ans de prison dont dix-huit mois ferme. Le 18 mars 2000, tous les prisonniers hormis Kozo Okamoto, détenus au Liban, sont extradés au Japon où Adachi est à nouveau arrêté pour un problème de passeport. Il est à nouveau emprisonné durant un an et demi à la suite de quoi il est interdit de passeport ; ce qui l'empêche de voyager à l'étranger. À la même période, grâce à des cinéphiles japonais, des rétrospectives de ses films sont organisées et ses films sont édités en DVD. En 2003 est publié le livre Film / Revolution qui reprend des interviews du réalisateur menées par Go Hirasawa. À partir de 2007, Adachi se remet à écrire des scénarios et réalise Prisonnier / Terroriste.
En 2016 sort sur les écrans Artist of Fasting , une adaptation de la nouvelle Un artiste de la faim de Franz Kafka.
En 2023, il tourne Revolution+1 inspiré du parcours de l'assassin de Shinzô Abe. Il en organise la première projection le jour des funérailles nationales auxquelles il s'oppose.

## Filmographie sélective

### Réalisateur
- 1960 : Kyō mo mata sugita (今日もまた過ぎた?)
- 1961 : Bol (椀, Wan?)
- 1963 : Closed Vagina (鎖陰, Sa-in?)[2]
- 1966 : Avortement (堕胎, Datai?)
- 1967 : À la recherche du moyen de contraception ultime (避妊革命, Hinin kakumei?)
- 1967 : Galaxie (銀河系, Gingakei?)
- 1968 : Foutoir (性地帯, Sei chitai?)
- 1968 : Jeux sexuels (性遊戯, Sei yūgi?)
- 1969 : Guérilla étudiante (女学生ゲリラ, Jogakusei gerira?)
- 1969 : Une femme révoltée / Rêves et phantasmes infernaux (叛女・夢幻地獄, Sakarame / Mugen jigoku?)
- 1970 : Prière éjaculatoire (噴出祈願 十五代の売春婦, Funshutsu kigan 15-sai no baishunfu?)
- 1971 : Armée rouge – FPLP : Déclaration de guerre mondiale (赤軍派-PFLP 世界戦争宣言, Sekigun-PFLP: Sekai senso sengen?), coréalisé avec Kōji Wakamatsu
- 1975 : A.K.A. Serial Killer (略称・連続射殺魔, Ryakushō: renzoku shasatsuma?)[3]
- 2007 : Prisonnier / Terroriste (幽閉者 テロリスト, Yūheisha terorisuto?)
- 2016 : Artist of Fasting (断食芸人, Danjiki geinin?)[1]
- 2023: Revolution+1

### Scénariste
- 1966 : Quand l’embryon part braconner (胎児が密猟する時, Taiji ga mitsuryosuru toki?) de Kōji Wakamatsu
- 1967 : Les Anges violés (犯された白衣, Okasareta byakui?) de Kōji Wakamatsu
- 1968 : Le Retour des trois soûlards (帰って来たヨッパライ, Kaettekita yopparai?) de Nagisa Ōshima
- 1968 : Journal d’un voleur de Shinjuku (新宿泥棒日記, Shinjuku dorobō nikki?) de Nagisa Ōshima
- 1969 : Naked Bullet (裸の銃弾, Otoko goroshi onna goroshi: Hadaka no judan?) de Kōji Wakamatsu
- 1969 : Va, va, vierge pour la deuxième fois (ゆけゆけ二度目の処女, Yuke yuke nidome no shojo?) de Kōji Wakamatsu
- 1969 : La Vierge violente (処女ゲバゲバ, Shojo geba-geba?) de Kōji Wakamatsu
- 1970 : Le Fou de Shinjuku (新宿マッド, Shinjuku maddo?) de Kōji Wakamatsu
- 1970 : Sex Jack (性賊, Seizoku?) de Kōji Wakamatsu
- 1972 : L’Extase des anges (天使の恍惚, Tenshi no kōkotsu?) de Kōji Wakamatsu
- 2010 : Le Soldat dieu (キャタピラー, Kyatapirā?) de Kōji Wakamatsu
- 2013 : The Ugly One d'Éric Baudelaire

### Acteur
- 1966 : Saison de trahison (裏切りの季節, Uragiri no kisetsu?) d'Atsushi Yamatoya
- 1968 : La Pendaison (絞死刑, Koshikei?) de Nagisa Ōshima : le gardien chef
- 1968 : Le Retour des trois soûlards (帰って来たヨッパライ, Kaettekita yopparai?) de Nagisa Ōshima : un policier
- 1972 : L’Extase des anges (天使の恍惚, Tenshi no kōkotsu?) de Kōji Wakamatsu
- 2018 : Qui a volé le chaudron ? (月夜釜合戦, Tsukiyo no kamagassen?) de Leo Satō (ja)

### Documentaires
- Il se peut que la beauté ait renforcé notre résolution, de Philippe Grandrieux
- L’Anabase de May et Fusako Shigenobu, Masao Adachi, et 27 années sans images, d'Éric Baudelaire (extrait sur le site du réalisateur : http://baudelaire.net/anabases3/the-anabasis--film/ 31/10/2013)